# São Gonçalo do Amarante (kommun i Brasilien, Rio Grande do Norte, lat -5,77, long -35,33)
São Gonçalo do Amarante är en kommun i Brasilien.   Den ligger i delstaten Rio Grande do Norte, i den östra delen av landet, 1 800 km nordost om huvudstaden Brasília. Antalet invånare är 87 700.
Följande samhällen finns i São Gonçalo do Amarante:
- São Gonçalo do Amarante

Runt São Gonçalo do Amarante är det i huvudsak tätbebyggt. Runt São Gonçalo do Amarante är det mycket tätbefolkat, med 4 039 invånare per kvadratkilometer.